# Johannes I. von Fischach
Johannes I. von Fischach († 18. Januar 1366) war von 1355 bis 1366 Abt der Reichsabtei St. Ulrich und Afra in Augsburg.

## Leben
Johannes entstammte einem Adelsgeschlecht, das seinen Sitz in Fischach hatte. Die Herren von Fischach waren ursprünglich Edelfreie, die wohl der Vasalität der Schwabegger zuzuordnen sind.
Johannes wird ab 1333 als Konventuale in St. Ulrich und Afra bezeugt. 1352 war er Pfleger der St. Jakobskapelle von St. Ulrich. Johannes I. wurde 1355 als Nachfolger des Abtes Konrad Winckler gewählt. Von Mai 1357 bis September 1365 datieren ihn sichere Quellen als Abt. Mit großer Sicherheit starb er am 18. Januar 1366. Er wurde im Kreuzgang des Klosters beigesetzt.